# Hoaresee
Der Hoaresee (englisch Lake Hoare) ist ein etwa dreieinhalb Kilometer langer und 1,94 km² großer See in Viktorialand in der Antarktis. Er liegt im Taylor Valley zwischen Tschadsee und dem Kanadagletscher, der ihn staut. Der See ist das ganze Jahr über mit Eis bedeckt, dessen Dicke im Durchschnitt etwa vier Meter beträgt.
Teilnehmer einer von 1963 bis 1964 durchgeführten Kampagne der Victoria University’s Antarctic Expeditions benannten ihn nach dem Physiker Raymond A. Hoare. Dieser war ein Mitglied bei einigen Expeditionen der Victoria University gewesen, welche die Seen im Taylor-, Wright- und Viktoriatal erkundet hatte.